# Kaki (pain)

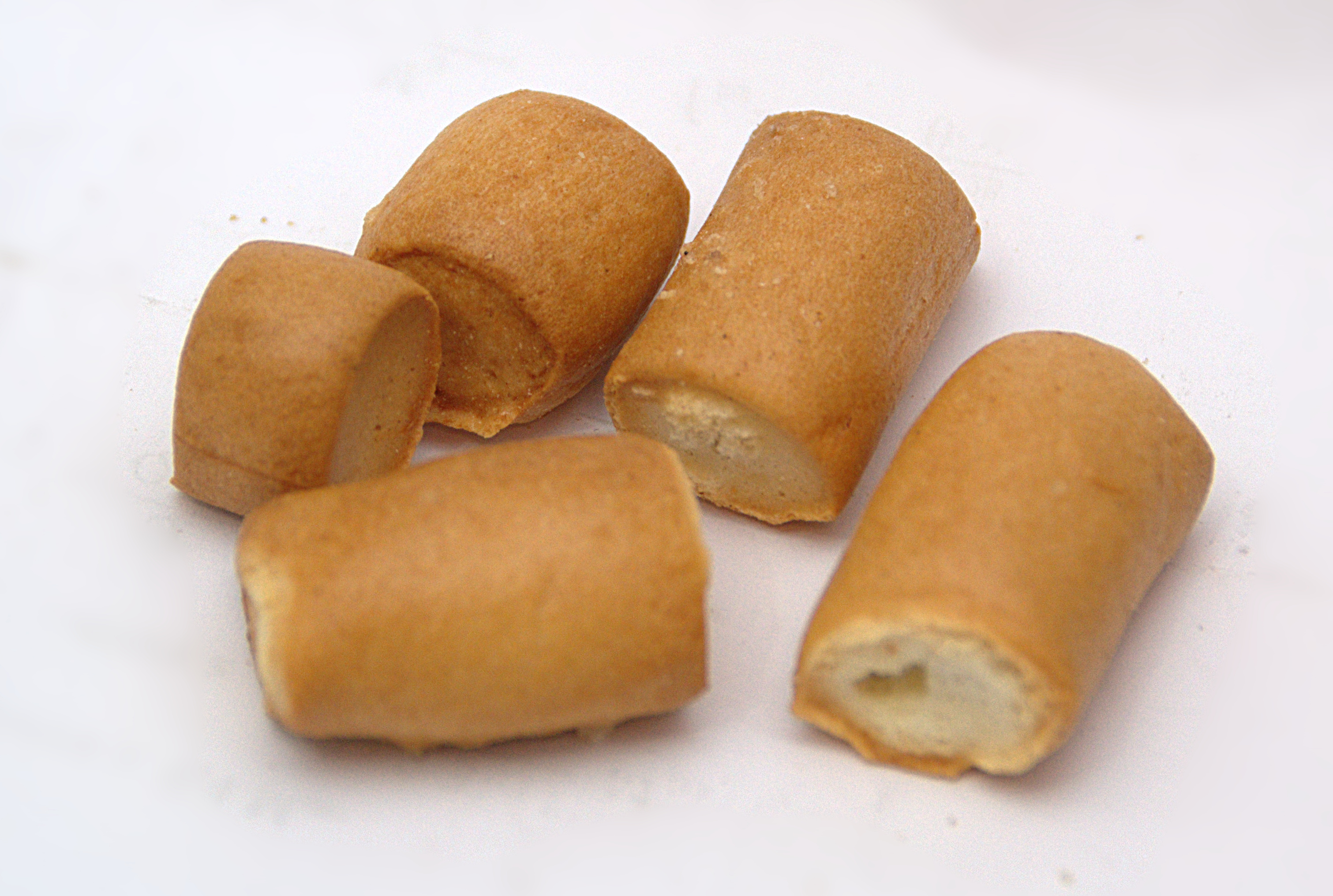
Kakis.

Le kaki est une spécialité culinaire tunisienne, usuellement mangée en tant qu'amuse-gueule ou en accompagnement d'une salade.
Il s'agit de petits morceaux de pâte de pain parsemés de gros sel et cuits au four jusqu'à ce qu'ils deviennent secs et craquants, leur aspect ressemblant alors à celui de petits biscuits.
Ils sont très proches des gressins italiens.
En Tunisie, il est possible de se procurer des kakis auprès de vendeurs ambulants.